# Chemin Vert (métro de Paris)
Pour les articles homonymes, voir Chemin vert.
Chemin Vert est une station de la ligne 8 du métro de Paris, située à la limite des 3e et 11e arrondissements de Paris.

## Situation
La station est implantée à la limite administrative entre le quartier des Archives à l'ouest, le quartier Saint-Ambroise au nord-est et le quartier de la Roquette à l'est. Elle se trouve sous le boulevard Beaumarchais (lequel constitue un tronçon de la chaîne des Grands Boulevards), entre la rue Saint-Gilles d'une part et la rue du Chemin-Vert d'autre part. Orientée selon un axe nord-sud, elle s'intercale entre les stations Saint-Sébastien - Froissart et Bastille, tout en étant géographiquement proche de la station Bréguet - Sabin, desservie par la ligne 5.

## Histoire
La station est ouverte le 5 mai 1931 avec la mise en service du troisième prolongement de la ligne 8, depuis Richelieu - Drouot jusqu'à Porte de Charenton.
Elle doit sa dénomination à sa proximité avec la rue du Chemin-Vert, laquelle correspond à un ancien sentier qui traversait des cultures maraîchères, d'où son nom.
Dans le cadre du programme « Renouveau du métro » de la RATP, les quais de la station sont entièrement rénovés en 2001, puis c'est les couloirs et la salle de distribution sont modernisés à leur tour le 18 décembre 2006. La décoration des quais dans le style d'entre-deux-guerres de l'ex-CMP est ainsi reconduite et complétée d'un nouvel éclairage, mais les cadres publicitaires à motifs végétaux sont recréés en faïence brune et non plus de couleur miel comme à l'origine.
Le 20 mars 2018, la moitié des plaques nominatives sur les quais de la station sont provisoirement remplacées par la RATP afin de célébrer l'arrivée du printemps, en parallèle d'une distribution de fleurs aux usagers, comme dans cinq autres stations,. Les nouvelles plaques représentent un paysage verdoyant traversé d'un chemin, où est figurée une pancarte de bois affublée du nom de « Chemin Vert », renvoyant à l'origine du toponyme de la rue du Chemin-Vert.

## Services aux voyageurs

### Accès
La station dispose de deux accès, constitués pour chacun d'un escalier fixe agrémenté d'une balustrade et d'un candélabre en fer forgé dans le style Dervaux des années 1930 :
- l'accès no 1 « Boulevard Beaumarchais / Rue Saint-Gilles - Place des Vosges » débouchant face aux nos 59 et 61 du boulevard précité ;
- l'accès no 2 « Boulevard Beaumarchais / Rue du Chemin-Vert » se situant au droit des nos 52 et 54 et 54 du même boulevard.

Accès à la station
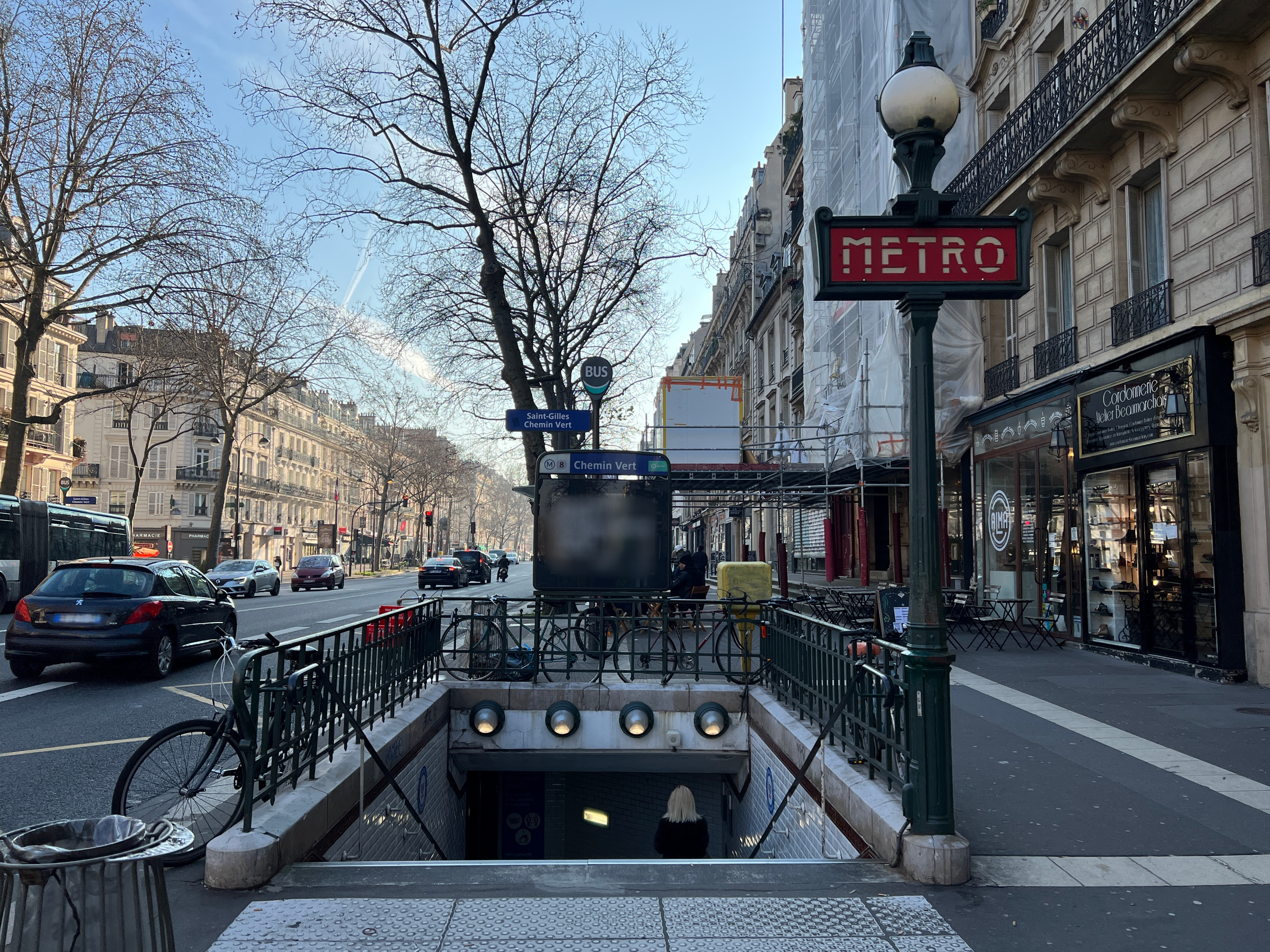
L'accès no 1, côté rue Saint-Gilles.
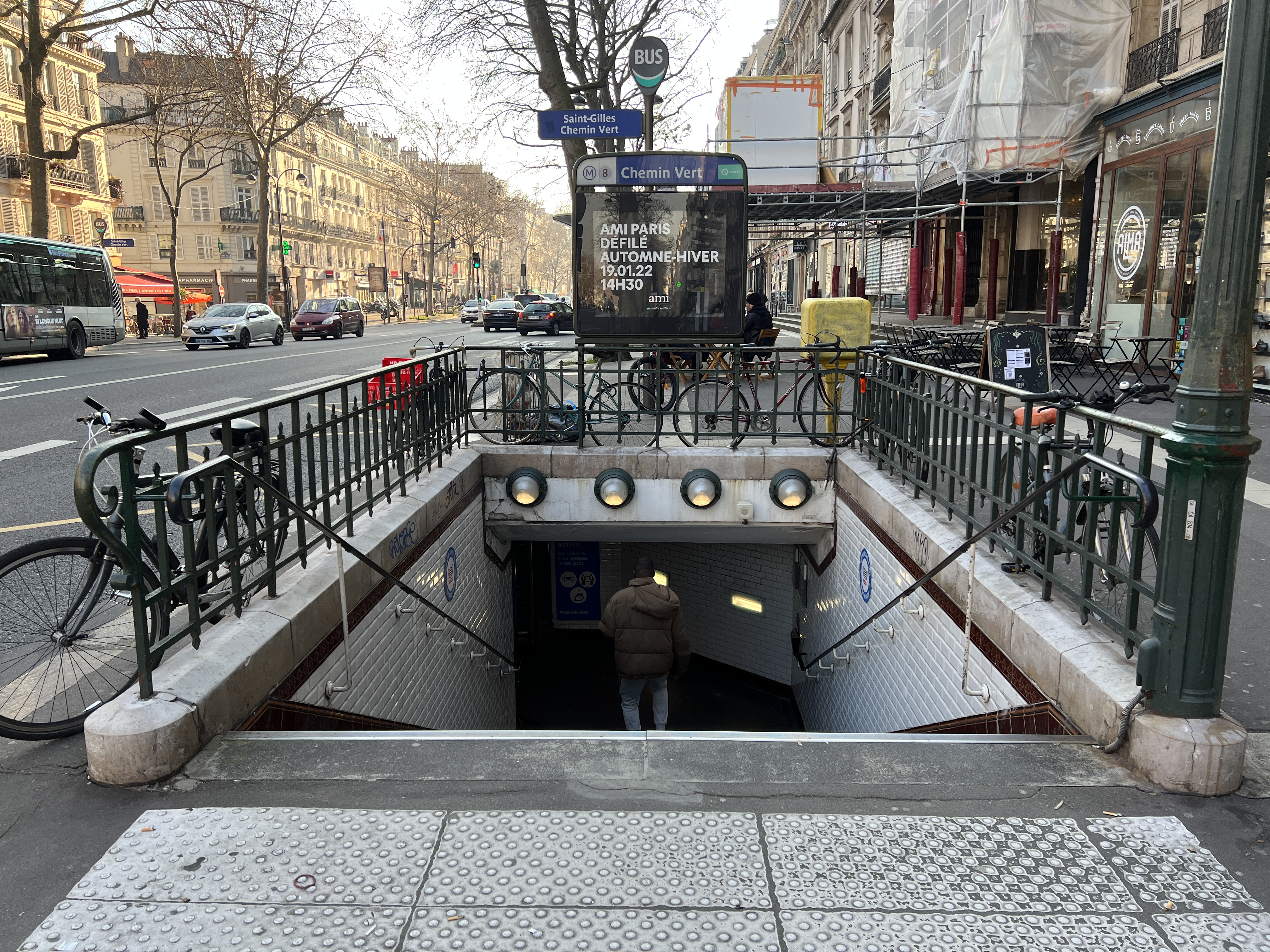
L'accès no 2, côté rue du Chemin-Vert.
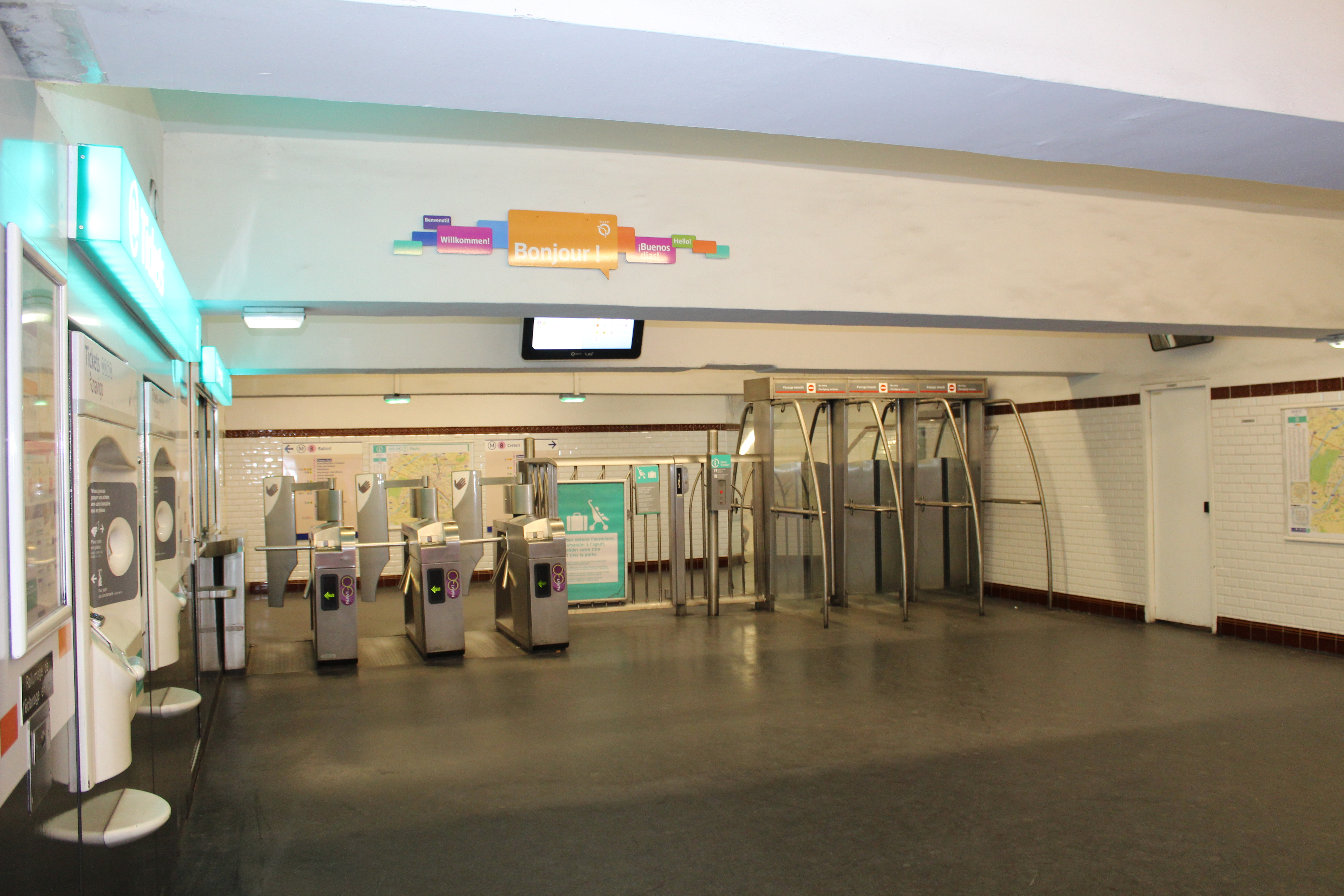
Vue du hall d'accueil de la station.

La salle de distribution est quasiment identique à celle de la station voisine Saint-Sébastien - Froissart sur la même ligne, de par son agencement, ses dimensions et sa décoration.

### Quais
Chemin Vert est une station de configuration standard pour le métro de Paris : elle possède deux quais, d'une longueur de 105 mètres, séparés par les voies du métro située au centre et la voûte est elliptique. La décoration est une variante du style utilisé pour la majorité des stations de métro : les bandeaux d'éclairage sont blancs et arrondis dans le style « Gaudin » du renouveau du métro des années 2000, et les carreaux en céramique blancs biseautés recouvrent les piédroits, la voûte ainsi que les tympans. Les cadres publicitaires sont en faïence à motifs végétaux de couleur brune (teinte qui n'existait pas à l'origine) et le nom de la station est également incorporé dans la céramique murale, selon le style décoratif d'entre-deux-guerres de la CMP d'origine. Les quais sont équipés de bancs en lattes de bois, lesquelles ont la particularité d'avoir été peintes en mauve, puis en rose pâle au milieu des années 2020.
Il s'agit d'une des rares stations du réseau dont la décoration en céramique de style « CMP » n'est plus d'origine, ayant été entièrement reconstituée lors de la rénovation de 2006. En outre, cette décoration est totalement identique à celle de la station voisine Saint-Sébastien - Froissart (hormis les sièges).

Quais de la station
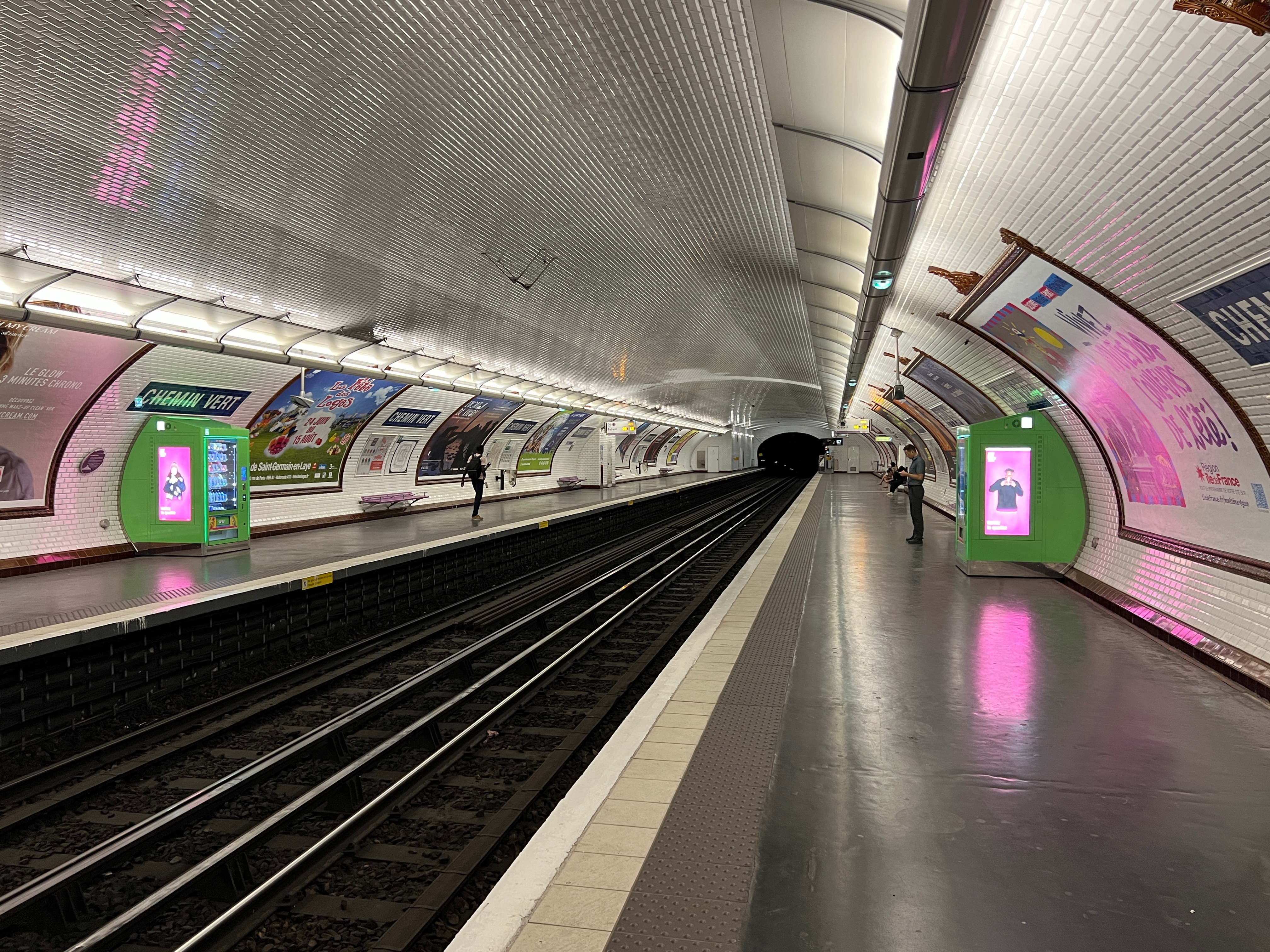
Les quais de la station, vus en direction de Pointe du Lac.
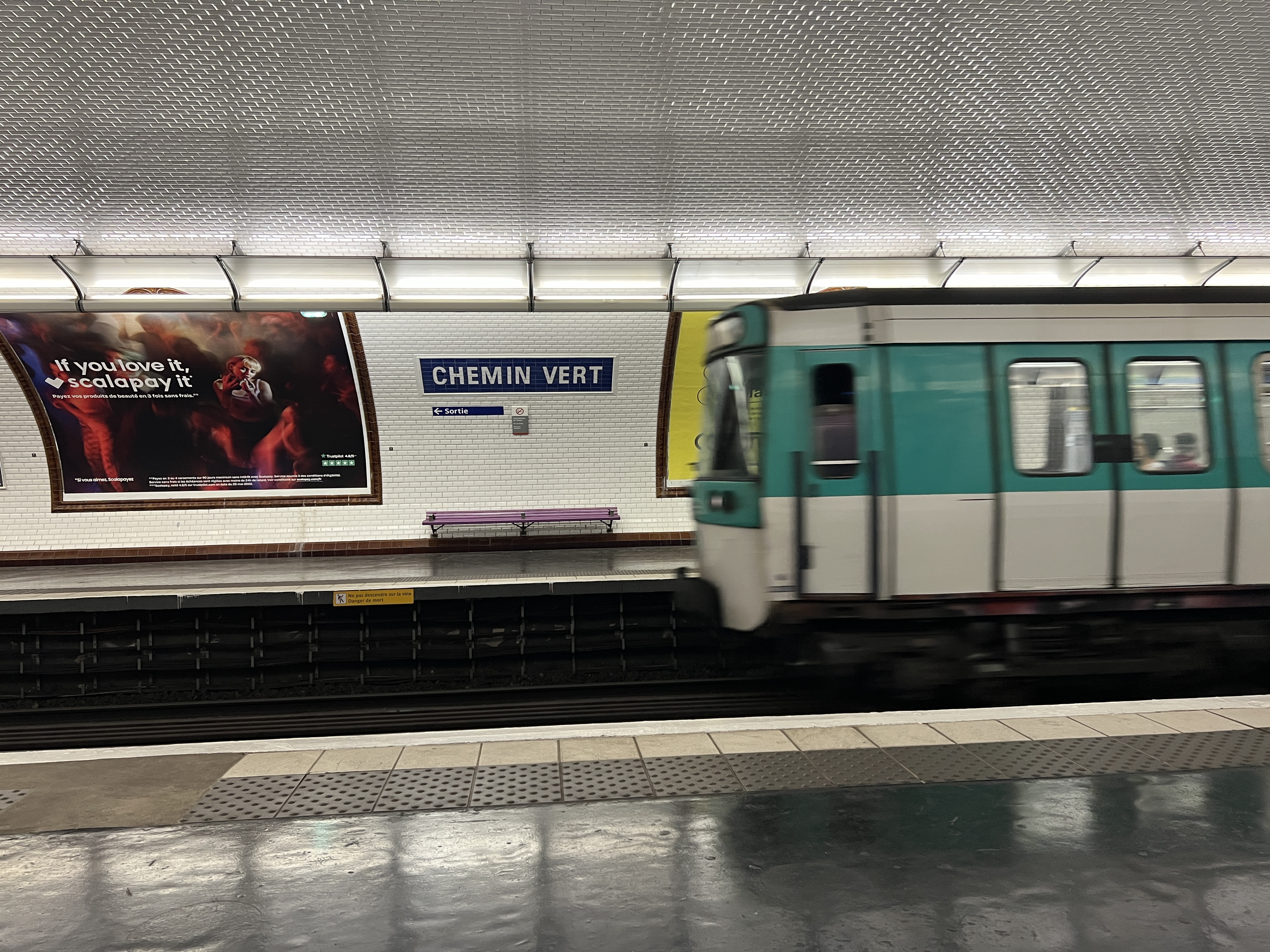
Rame MF 77 entrant en station en direction de Balard.
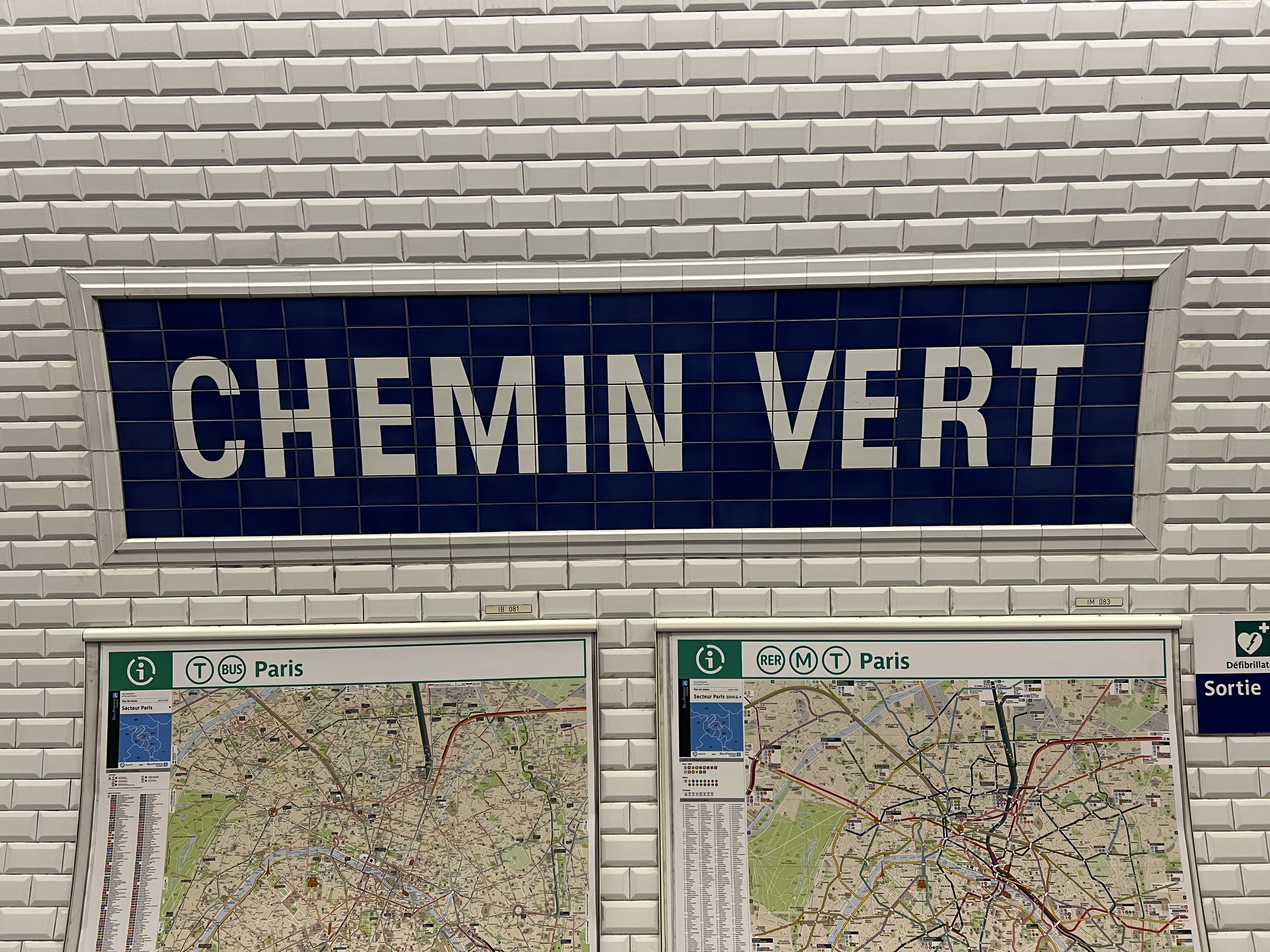
Faïence murale incorporant le nom de la station.

### Intermodalité
La station est desservie par les lignes 29, 69 et 91 du réseau de bus RATP et, la nuit, par les lignes N01 et N02 du réseau Noctilien.

## Fréquentation
Nombre de voyageurs entrés à cette  station :
| Année                      | 2013      | 2014      | 2015      | 2016      | 2017      | 2018      | 2019      | 2020    | 2021      |
| -------------------------- | --------- | --------- | --------- | --------- | --------- | --------- | --------- | ------- | --------- |
| Nombre de voyageurs par an | 1 483 745 | 1 488 841 | 1 472 562 | 1 445 627 | 1 415 141 | 1 524 831 | 1 527 533 | 685 924 | 1 018 958 |
| Rang                       | 280e      | 280e      | 279e      | 280e      | 283e      | 280e      | 279e      | 281e    | 281e      |
| Nombre de stations         | 302       | 302       | 302       | 302       | 302       | 302       | 302       | 304     | 304       |

## À proximité
- Jardin Arnaud-Beltrame
- École nationale supérieure de création industrielle
- Canal Saint-Martin (en tunnel sur cette section)
- Place des Vosges avec le square Louis-XIII en son centre et la maison de Victor Hugo à son extrémité sud-est
- Square Saint-Gilles - Grand-Veneur - Pauline-Roland
- Square Léopold-Achille
- Square Georges-Cain
- Musée Picasso